# Фламинго на Джеймс
Фламингото на Джеймс (Phoenicopterus jamesi) е вид птица от семейство Фламинги (Phoenicopteridae). Видът е почти застрашен от изчезване.

## Разпространение
Видът е разпространен в Аржентина, Боливия, Перу и Чили.